# 吴一里
吳一里（英語：Ng Arabella Caroline Yili，2001年10月8日—）是一位香港女高山滑雪運動員，她在2017年12月取得參加2018年冬季奧林匹克運動會的資格，成為首位獲得奧林匹克運動會高山滑雪參賽資格的香港運動員。

## 早年生活
吳一里於2001年10月8日出生在香港，父親是香港人吳家賢，母親則是香港籍英國裔的阿什利（Ashley）。吳一里的姑姐為前香港游泳及賽艇運動員吳家樂，曾參加數次奧運會。吳一里幼時跟隨父母搬到加拿大不列顛哥倫比亞省的惠斯勒居住。她自3歲開始在惠斯勒山滑雪俱樂部（Whistler Mountain Ski Club）學滑雪，其後隨父母回香港居住數年，接著再度返回加拿大居住。吳一里因渴望兼顧滑雪與學業，於13歲時前往美國佛蒙特州的寄宿學校綠山谷學校就讀。她在那裡遇見了瑞士國家隊前教練丹尼爾·科赫（Daniel Koch），科赫教了她3年的滑雪。

## 國際滑雪總會（FIS）賽事
2017年11月，吳一里首度參加國際滑雪總會（FIS）舉辦的賽事，在於太陽峰滑雪場舉行的女子組大迴轉和小迴轉賽事中取得第13名和第28名的成績。她接著參加在美國週日河滑雪場（Sunday River Resort）舉行的賽事。在該賽事中，吳一里在小迴轉項目的最佳成績為第16名，而大迴轉則是第42名。吳一里於2018年1月參加在戈爾山滑雪場舉行的比賽，在大迴轉及超級大迴轉賽事中名列第22名。後來，她參加了在休格布許滑雪場等地舉行的賽事。

## 2018年冬季奧林匹克運動會
她在2017年12月達到奧林匹克運動會高山滑雪賽事的B標成績，獲得參加2018年冬季奧林匹克運動會的資格，成為第一位獲得奧林匹克運動會高山滑雪參賽資格的香港運動員。吳一里同時也擔任香港代表團的旗手。她參加的項目是女子組大迴轉和小迴轉。最終，吳一里在大迴轉賽事58名完賽的選手中名列第56名，但未能完成小迴轉賽事。